# 1968 في اليابان
فيما يلي قوائم الأحداث التي وقعت خلال عام 1968 في اليابان.

## سياسة

### تعيين في المنصب
- 1 يناير – إيشيهارا شنتارو عضو مجلس المستشارين.

### انتهاء فترة المنصب
- 28 أكتوبر – تاكيو ميكي وزير الشؤون الخارجية [الإنجليزية]‏.

## ظهور
- 1 يناير – بيغ كوميك
- 1 يناير – شونن جمب الأسبوعية
- 1 يناير – موسيقى الأمبينت

## برامج ومسلسلات وأنمي
- لمياء وتابعها شيكو

## مواليد

### يناير
- 1 يناير – تينبي ساتو
- 1 يناير – ميكي هيغاشينو موسيقية يابانية.
- 1 يناير – نوهيرو ياغي مانغاكا ياباني.
- 2 يناير – جويشي سودا منتج ألعاب فيديو ياباني.
- 4 يناير – ميتشيهيرو تسوروتا لاعب كرة قدم ياباني.
- 8 يناير – هيروكي إيوكا
- 11 يناير – جنج كوإيدزمي لاعب كرة قدم ياباني.
- 12 يناير – جونيتشي ماسدا
- 17 يناير – هيداكي سينا
- 21 يناير – تاكو إيواساكي ملحن ياباني.
- 23 يناير – ياسوهيرو تاكاتو مؤدّي صوت ياباني.

### فبراير
- 6 فبراير – أكيرا ياماوكا ملحن ياباني.
- 10 فبراير – كويتشي ساكاغتشي ممثل ياباني.
- 13 فبراير – ياسوهيرو يامادا لاعب كرة قدم ياباني.

### مارس
- 6 مارس – ماسانوري ساندا لاعب كرة قدم ياباني.
- 17 مارس – كوجي إيغاراشي
- 18 مارس – شينيتشيرو ميكي مؤدّي صوت ياباني.
- 22 مارس – كازويا ميكاوا لاعبو كرة قدم يابانيون.
- 29 مارس – يوسكي كورودا كاتب ياباني.

### أبريل
- 3 أبريل – كييوتو فوروشيما لاعب كرة قدم ياباني.
- 14 أبريل – توموأكي سانو لاعب كرة قدم ياباني.
- 17 أبريل – تاتسويا أئي لاعب كرة قدم ياباني.
- 21 أبريل – ليزلي سيلفا ممثلة أمريكية.
- 24 أبريل – يوجي ناغاتا مصارع محترف ياباني.
- 29 أبريل – يوشياكي كويزومي

### مايو
- 1 مايو – أكيكو كيجيموتا لاعبة كرة مضرب يابانية.
- 2 مايو – هيكارو ميدوريكاوا مؤدّي صوت ياباني.
- 3 مايو – تيرويوكي تاهارا لاعب كرة قدم ياباني.
- 8 مايو – هيساشي كوروساكي لاعب كرة قدم ياباني.
- 22 مايو – أوسامو تشيب لاعب كرة قدم ياباني.
- 28 مايو – تيتسو ناكساوا لاعب كرة قدم ياباني.
- 30 مايو – ناأوكي ناإيتو لاعب كرة قدم ياباني.

### يونيو
- 8 يونيو – ساتوشي ميكامي
- 10 يونيو – نوبوتوشي كانا
- 16 يونيو – تسوتومو تاكاهاتا لاعب كرة قدم ياباني.
- 17 يونيو – كييتشي زايزن لاعب كرة قدم ياباني.
- 20 يونيو – تاكاشي كاوامورا لاعب كرة قدم ياباني.
- 20 يونيو – توشيوكي كوسوقي لاعب كرة قدم ياباني.
- 23 يونيو – تادأكي كاواهارا لاعب كرة قدم ياباني.
- 23 يونيو – تتسيا نيشيو رسّام رسوم متحركة ياباني.
- 26 يونيو – إيشين تشيبا مؤدّي صوت ياباني.

### يوليو
- 5 يوليو – كين أكاماتسو مانغاكا ياباني.
- 5 يوليو – كينجي إيتو
- 7 يوليو – تاكاهيرو إيهندو لاعب كرة قدم ياباني.
- 8 يوليو – أكيو سوياما مؤدّي صوت ياباني.
- 10 يوليو – ريكو كيوتشي مؤدّية صوت يابانية.
- 11 يوليو – سيإيإيتشي ماكيتا لاعب كرة قدم ياباني.
- 12 يوليو – فومياكي أوشيما لاعب كرة قدم ياباني.
- 13 يوليو – أومي مينامي مؤدّية صوت يابانية.
- 14 يوليو – ميتسوأكي كوجما لاعب كرة قدم ياباني.
- 20 يوليو – أكيهيرو هينو
- 22 يوليو – ياسوي ياكوشيجي
- 24 يوليو – مانابو سوجياما لاعب كرة قدم ياباني.
- 25 يوليو – شوتو كاشي مؤدّي صوت ياباني.
- 31 يوليو – ناأوكي هوماتشي لاعب كرة قدم ياباني.

### أغسطس
- 4 أغسطس – كونيأو كيتامورا لاعب كرة قدم ياباني.
- 9 أغسطس – ناريياسو ياسوهارا لاعب كرة قدم ياباني.
- 10 أغسطس – تسويوشي كيتازاوا لاعب كرة قدم ياباني.
- 12 أغسطس – كوجي يوسا مؤدّي صوت ياباني.
- 20 أغسطس – يوري شيراتوري
- 22 أغسطس – ريكيزو ماتسوهاشي لاعب كرة قدم ياباني.
- 23 أغسطس – هاجيمي موريياسو لاعبو كرة قدم يابانيون.
- 28 أغسطس – ماساأكي فوروكاوا لاعب كرة قدم ياباني.

### سبتمبر
- 15 سبتمبر – ماسانوري سودزكي لاعب كرة قدم ياباني.
- 23 سبتمبر – ابي كازوشكي
- 26 سبتمبر – هاياتو أوكاناكا لاعب كرة قدم ياباني.

### أكتوبر
- 2 أكتوبر – رانجي موراتا
- 18 أكتوبر – ناوتو أوتاكي لاعبو كرة قدم يابانيون.

### نوفمبر
- 12 نوفمبر – أيا هيساكاوا
- 13 نوفمبر – ريوسوكي أوكونو لاعب كرة قدم ياباني.
- 13 نوفمبر – شينيتشيرو تاني لاعب كرة قدم ياباني.
- 30 نوفمبر – ريكا ماتسموتو

### ديسمبر
- 1 ديسمبر – سيندا يوكي معلمة يابانية.
- 5 ديسمبر – يوريكو فتشيزاكي
- 28 ديسمبر – أكيهيكو هوشيد رائد فضاء ياباني.

## وفيات

### أغسطس
- 16 أغسطس – إيتشيا كوماجاي (مواليد 1890) لاعب كرة مضرب ياباني.